# Lúzsok
Lúzsok je vas na Madžarskem, ki upravno spada pod podregijo Sellyei Županije Baranja.